# The Coffin of Andy and Leyley
The Coffin of Andy and Leyley (изговара се: Лејлеј) је психолошка хорор авантура коју је развио Nemlei, а објавио Kit9 Studio за Виндоус. Игра је започела као демо верзија објављена на платформи Itch.io, а касније је проширена и објављена на Стиму у оквиру раног приступа. Верзија у раном приступу објављена је 13. октобра 2023. године. Од априла 2025. игра садржи три од планирана четири поглавља.
Радња прати брата и сестру, Ендруа и Ешли Грејвс, који се налазе у кодепендентном односу и заједно чине бројна кривична дела покушавајући да преживе у дистопијском свету.

## Игра
The Coffin of Andy and Leyley је авантуристичка игра приказана из погледа одозго, у којој играчи, управљајући ликовима брата и сестре Ендруа и Ешли Грејвс, истражују окружење и решавају загонетке како би напредовали у причи.
У одређеним тренуцима, од играча се тражи да доносе одлуке које могу утицати на ток приче, као и да откључају један од више могућих завршетака.

## Развој
The Coffin of Andy and Leyley је развио независни програмер под псеудонимом Nemlei. Игра је првобитно објављена као демо на платформи Itch.io, а касније је добила издање у оквиру раног приступа на Стиму, које је садржало два од планирана четири поглавља.
Дана 27. новембра 2023. године, издавач Kit9 Studio објавио је да је преузео издавачка права за The Coffin of Andy and Leyley, као и да ће управљати даљим развојем игре. Nemlei је одлучио да се повуче са интернета, али ће наставити да доприноси уметничким и наративним елементима игре.
Од јануара до октобра 2024. године, Kit9 Studio је објављивао месечне извештаје о напретку у развоју поглавља 3 и 4, све док није променио формат извештавања услед „хаотичне развојне путање“.
У марту 2025. године, Nemlei је објавио да је поглавље 3А, под називом Decay, званично завршено.

## Пријем
Андреа Гонзалез са сајта Destructoid дала је позитивну рецензију игри The Coffin of Andy and Leyley, описујући је као „добро написано истраживање токсичне динамике односа између брата и сестре“, и похвалила целокупни тон наратива.
Ана Валенс са портала The Mary Sue похвалила је начин на који игра истражује табу теме, истичући да „има важан коментар о злоупотреби, трауми и дисфункционалним породичним односима“.  Такође је упоредила догађаје из другог поглавља са рекламом „Coming Home“ компаније Folgers.
Емили Спиндлер са Kotaku Australia изразила је запрепашћеност садржајем игре, постављајући у контраст теме као што су канибализам и инцест са „претежно позитивним“ пријемом на платформи Стим. Навела је да је преко 7.000 корисника Стима дало позитивне рецензије игри The Coffin of Andy and Leyley, често остављајући ексцентричне коментаре у знак подршке садржају игре.
Томато Сугихара са часописа Famitsu навео је игру као „невероватно задовољавајуће искуство које можете одиграти за мање од 1.900 јена“, коментаришући да „нећете моћи да одвојите поглед од све луђе приче како напредујете“, и додао да „праћење поступака брата и сестре, чији су погледи на свет и осећај етике у потпуној супротности, изазива осећај огромне таме и болести.“